# تيموثي وليامز (موزع)
تيموثي وليامز (بالإنجليزية: Timothy Williams)‏ هو موزع وملحن بريطاني، ولد في 14 فبراير 1966 في سري في المملكة المتحدة.

## وصلات خارجية
- تيموثي وليامز على موقع IMDb (الإنجليزية)
- تيموثي وليامز على موقع ميوزك برينز (الإنجليزية)
- تيموثي وليامز على موقع ديسكوغز (الإنجليزية)
- تيموثي وليامز على موقع قاعدة بيانات الفيلم (الإنجليزية)